# Galeazzo María Sforza

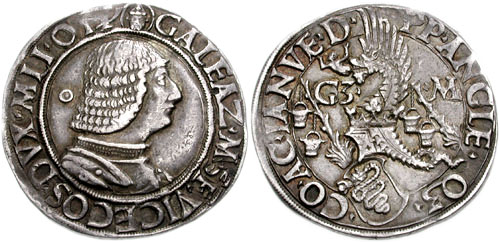
Una 'moneda' con el perfil del duque

Galeazzo María Sforza (Fermo, 24 de enero de 1444-Milán, 26 de diciembre de 1476) fue duque de Milán. Era un miembro de la familia Sforza, los gobernantes de Milán, famosos como patrocinadores de las artes y música. Galeazzo María Sforza también fue conocido por llevar una vida lujuriosa y ser cruel y tiránico.

## Biografía
Galeazzo era hijo de Blanca María Visconti y de Francisco Sforza, un general popular y aliado de Cosme de Médici. Contrajo matrimonio dentro de la familia Gonzaga, y a la muerte de su esposa Dorotea contrajo matrimonio otra vez, con Bona, la hija de Luis de Saboya. Galeazo falleció asesinado el 26 de diciembre de 1476 y está enterrado en la Iglesia de San Esteban en Milán.

## Mecenazgo
Galeazzo era famoso como un protector de la música. Bajo su dirección, financiación económica y estímulo, su capilla creció hasta convertirse en una de los conjuntos musicales más famosos y significativos históricamente. Compositores del norte de Europa, especialmente los franco-flamencos, pertenecientes hoy en día a los Países Bajos, fueron a cantar en su capilla y escribieron misas, motetes y música secular para él. Algunas de las figuras asociadas con la capilla Sforza incluyen a Alexander Agricola, Johannes Martini, Loyset Compère y Gaspar van Weerbeke. No obstante, la mayoría de los cantantes de la capilla huyeron tras el asesinato de Galeazzo para asentarse en otros lugares, por lo que pronto se dio un auge en los estándares musicales en las ciudades que, como Ferrara, los habían acogido.

## Reputación
Galeazzo, a pesar de su amor por la música, es también recordado por tener un lado cruel. Notable mujeriego, a menudo pasaba a sus mujeres a sus cortesanos, una vez que se hartaba de ellas. En una ocasión mandó ejecutar a un cazador haciendo que se tragara una liebre entera (piel incluida); clavó a un hombre vivo en su ataúd e hizo que un sacerdote que le había predicho un breve reinado fuera castigado a morir de hambre. Tales comportamientos le granjearon muchos enemigos en Milán.

## Asesinato

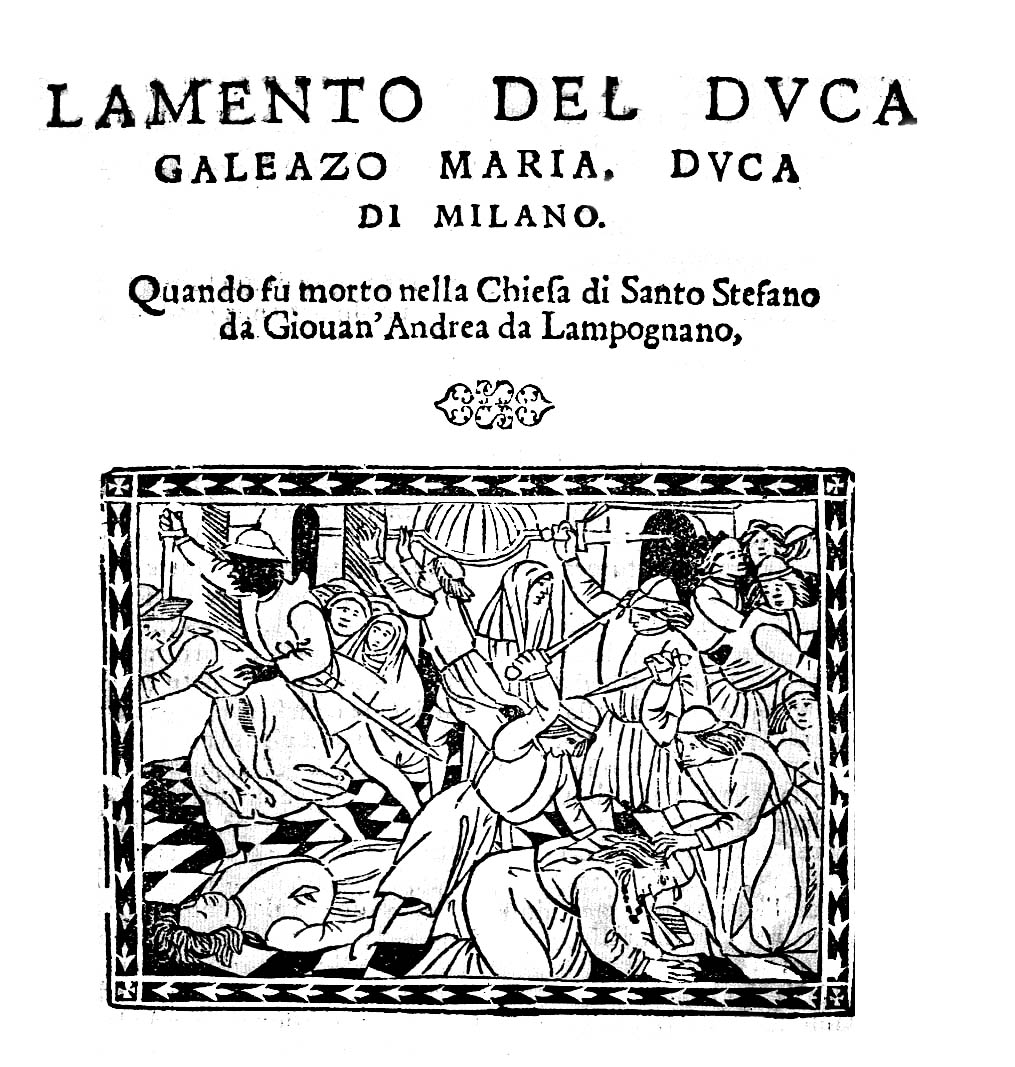
Lamentación por el duque Galeazzo María (1476).

Hubo tres principales involucrados en la muerte de Galeazzo: Carlos Visconti, Gerolamo Olgiati y Giovanni Andrea Lampugnani, todos oficiales con altos cargos en la corte milanesa. Lampugnani descendía de la nobleza milanesa y se le reconoce como cabeza de la conspiración. Sus principales motivos estaban basados en una disputa por unas tierras, en la que Galeazzo falló al intervenir haciendo que la familia Lampugnani perdiera propiedades considerables. Visconti y Olgiate también se enemistaron con el duque: Olgiate era un republicano idealista, y Visconti creía que el duque había desvirgado a su hermana.
Tras estudiar cuidadosamente los movimientos del Duque, los conspiradores hicieron su movimiento el día después de Navidad, en 1476, día de Santo Stefano (San Esteban), el patrón de la iglesia donde se llevaría a cabo el asesinato y día de fiesta en la tradición italiana. Apoyados por unos treinta amigos, los tres hombres esperaron en la iglesia a que el duque asistiera a misa. Cuando llegó, Lampugnani se arrodilló ante él e intercambiaron varias palabras. De repente, se incorporó y lo apuñaló en la ingle y el pecho. Olgiati y Visconti se le unieron rápidamente, así como un sirviente de Lampugnani.
Galeazzo murió en cuestión de segundos, y todos los asesinos escaparon apresuradamente del posterior tumulto salvo Lampugnani, que se enredó en unas telas de la iglesia y fue asesinado. 
El cadáver del Duque fue retirado la noche del asesinato, llevado al castello y amortajado. En cambio, el de Giovanni Andrea Lampugnani no tardó en caer en posesión de las masas, que lo arrastraron por las calles, apaleándolo hasta que fue colgado, boca abajo, fuera de su casa. Al día siguiente lo bajaron, y tras someter a juicio al cadáver, lo decapitaron y en un acto simbólico, le cortaron la mano derecha, "pecadora", la quemaron y la exhibieron.

## Secuelas del asesinato
A pesar de la reacción pública inicial, el gobierno repartió justicia pronta, que no tardó en verse alentada por el propio pueblo. 
Los conspiradores no pensaron demasiado en las repercusiones de su crimen, y fueron capturados en pocos días. Visconti y Olgiati fueron encontrados y ejecutados, así como el sirviente de Lampugnani que había participado en el asesinato, en una ceremonia pública que concluyó con la exposición de los cuerpos como advertencia a otros.
La evidencia de las confesiones de los conspiradores indica que el asesinato fue promovido por el humanista Cola Montano, que había abandonado Milán meses antes y que guardaba rencor a Galeazzo por haber recibido una paliza pública unos años antes.
Elementos similares indican que este asesinato influenció, a su vez, la conspiración Pazzi, un intento posterior de derrocar a los Médici del poder en Florencia, que ocurrió tan solo dos años después .

## Descendencia
Con su segunda esposa, Bona de Saboya, tuvo cuatro hijos:
- Gian Galeazzo Sforza (1469-1494), su sucesor en el Ducado de Milán, casado con su prima Isabel de Nápoles, con sucesión.
- Hermes María Sforza (1470-1503), Marqués de Tortona.
- Blanca María Sforza (1472-1510), casada con Maximiliano I de Habsburgo, sin sucesión.
- Ana Sforza (1476-1497), casada con Alfonso I de Este, sin sucesión.

Con su amante, Lucrezia Landriani, tuvo varios hijos ilegítimos:
- Carlo (nacido en 1461).
- Catalina Sforza, que se casó tres veces, con: Girolamo Riario; Giacomo Feo; y Juan de Médici
- 2 hijos más[3]

Con su amante, Lucia Marliani
- Ottaviano Maria Sforza (1475-1548), obispo de Lodi[4]

Otros hijos de madre desconocida, incluyendo a:
- Chiara, casada con el conde Pietro dal Verme en 1480[3]

## Sucesión
| Predecesor: Francisco Sforza | Duque de Milán 1466 - 1476 | Sucesor: Gian Galeazzo Sforza |